# 22843 Stverak
22843 Stverak è un asteroide della fascia principale. Scoperto nel 1999, presenta un'orbita caratterizzata da un semiasse maggiore pari a 2,6969029 UA e da un'eccentricità di 0,1329188, inclinata di 2,81022° rispetto all'eclittica.